# Ross Macdonald
Ross Macdonald (eredeti neve: Kenneth Millar) (Los Gatos, Kalifornia, 1915. december 13. – Santa Barbara, Kalifornia, 1983. július 11.) amerikai–kanadai krimiíró. Elsősorban Lew Archer-regényeivel vált ismertté. Ontarióban nőtt föl, de végül Kaliforniában telepedett le.

## Élete
Millar a kaliforniai Los Gatosban született, de a kanadai Ontarióban nevelekedett fel, ott kezdte el a főiskolát. Amikor apja váratlanul elhagyta családját, Macdonald anyjával és különböző rokonaival élt együtt, többször költözve tizenhat éves koráig.
1938-ban Kanadában ismerkedett és házasodott össze Margaret Sturmmal (1915–1994), akitől egy lánya született, Linda, aki 1970-ben meghalt. Millar a Michigani Egyetemen tanult, ahol tanulmányai ideje alatt, 1944-ben írta meg első regényét The Dark Tunnel címmel. Első négy regényét saját neve alatt publikálta. 1944 és 1946 között Millar a haditengerészetnél kommunikációs tisztként szolgált, majd visszatért Michiganbe, ahol irodalomból szerzett PhD-t.
Ötödik regényét 1949-ben John Macdonald néven írta, hogy elkerülje, hogy nevét összekeverjék feleségével, aki irodalmi sikereit Margaret Millar néven érte el. Ezt követően írói álnevét rövid időre John Ross Macdonaldra változtatta, mielőtt végleg a Ross Macdonald névnél maradt, hogy elkerülje nevének összekeverését a misztikus íróval John D. MacDonalddal, aki valódi nevén jelentette meg műveit. Millar az 1950-es évek közepétől minden művénél a "Ross Macdonald" írói álnevet használta.
Az 1950-es évek elején Millar visszatért Kaliforniába, Santa Barbarába költözött, ahol ezt követően haláláig élt. Alzheimer-kórban halt meg 1983-ban.

## Művei

### Kenneth Millar néven
- The Dark Tunnel (1944)
- Trouble Follows Me (1946)
- Blue City (1947)
- The Three Roads (1948)

### John Ross Macdonald néven
- Meet Me at the Morgue (1953)

### Ross Macdonald álnéven
- The Ferguson Affair (1960)

### Lew Archer-regények[1]
- Mozgó cél. Budapest, Európa Könyvkiadó, 2010. ISBN 978-963-07-9028-4 (Európa Krimi) (Gy. Horváth László fordítása) – The Moving Target (1949)
- Fulladásos halál. Budapest, Pallas-Attraktor, 1999. ISBN 963-9022-94-2 (Klasszikus detektívregények ; 11) (Hamp Gábor fordítása) – The Drowning Pool (1950)
- Ki így hal meg, ki úgy. Budapest, Európa Könyvkiadó, 2011. ISBN 978-963-07-9181-6 (Európa Krimi) (Gálvölgyi Judit fordítása) – The Way Some People Die (1951)
- A csontketrec. Budapest, Európa Könyvkiadó, 1975. ISBN 963-07-0047-6 (Bartos Tibor fordítása) – Újabb kiadása: Budapest, Európa Könyvkiadó, 2009. ISBN 978-963-07-8769-7 – The Ivory Grin (1952)
- Áldozat kerestetik. Rakéta Regényújság, 1979, 11-16. sz. (Falvay Mihály fordítása) - Újabb kiadása: Áldozat kerestetik. Budapest, Európa Könyvkiadó, 2008. ISBN 978-963-07-8600-3 (Európa Krimi) (Gy. Horváth László fordítása) – Find a Victim (1954)
- A barbár part. Budapest, Európa Könyvkiadó, 1990. ISBN 963-07-5072-4 (Európa Krimi) (Ross Károly fordítása) – Újabb kiadása: Európa Könyvkiadó, 2011. ISBN 978-963-07-9136-6 – The Barbarous Coast (1956)
- A fúriák. Budapest, Európa Könyvkiadó, 2010. ISBN 978-963-07-8950-9 (Európa Krimi) (Ross Károly fordítása) – The Doomsters (1958)
- A Galton-ügy. Rakéta Regényújság, 1978. 15-20. sz. (Veres Júlia fordítása) – Újabb kiadása: Budapest, Európa Könyvkiadó, 2010. (Európa Krimi) – The Galton Case (1959)
- A Wycherly-nő. Budapest : Magvető Könyvkiadó, 1981. ISBN 963-271-489-X (Albatrosz könyvek) (Falvay Mihály fordítása) – Újabb kiadása: A Wycherly-család. Budapest, Európa Könyvkiadó, 2010. ISBN 978-963-07-8902-8 (Európa Krimi) – The Wycherly Woman (1961)
- A zebracsíkos halottaskocsi. Rakéta Regényújság, 1984. 8-14. sz. (Nikowitz Oszkár fordítása) – The Zebra-Striped Hearse (1962)
- A másik férfi. Budapest, Európa Könyvkiadó, 2012. ISBN 978-963-07-9289-9 (Európa Krimi) (Tábori Zoltán fordítása) – The Chill (1964)
- A dollár túlsó oldalán. Budapest, Európa Könyvkiadó, 2009. ISBN 978-963-07-8851-9 (Európa Krimi) (Ross Károly fordítása) – The Far Side of the Dollar (1965)
- Fekete pénz. Budapest, Európa Könyvkiadó, 2009. ISBN 978-963-07-8708-6 (Európa Krimi) (Gy. Horváth László fordítása) – Black Money (1966)
- Veszélyes ellenfél. Budapest, Pallas-Attraktor, 1997. ISBN 963-9022-29-2 (Klasszikus detektívregények ; 1) (Gáspár Andrea fordítása) – Újabb kiadása: Mindenki ellenség. Budapest, Európa Könyvkiadó, 2012. ISBN 978-963-07-9440-4 (Európa Krimi) (Tábori Zoltán fordítása) – The Instant Enemy (1968)
- Búcsúpillantás. Budapest, Európa Könyvkiadó, 1974. ISBN 963-07-0146-4 – Újabb kiadása Európa Könyvkiadó, 2008. ISBN 978-963-07-8662-1 (Takács Ferenc fordítása) – The Goodbye Look (1969)
- Ember a földben. IPM, 1986. 10-12. (Fehér Katalin fordítása) – Újabb kiadása: Eltűntnek nyilvánítva. Budapest, Pallas-Attraktor, 1998. ISBN 963-9022-71-3 (Klasszikus detektívregények ; 9) (Gáspár Andrea fordítása) – The Underground Man (1971)
- Csipkerózsika. Budapest, Európa Könyvkiadó, 1976. ISBN 963-07-0579-6 (Tandori Dezső fordítása) – Újabb kiadása: Európa Könyvkiadó, 2009. ISBN 978-963-07-8800-7 – Sleeping Beauty (1973)
- A kék pöröly. Budapest, Európa Könyvkiadó, 1980. ISBN 963-07-2178-3 (Falvay Mihály fordítása) – Újabb kiadása: Európa Könyvkiadó, 2011. ISBN 978-963-07-9254-7 – The Blue Hammer (1976)

### Lew Archer-elbeszéléskötetek
- The Name is Archer (1955) – Tartalom: Find the Woman, The Bearded Lady, The Imaginary Blonde, The Guilty Ones, The Beat-Up Sister, Guilt-Edged Blonde, Wild Goose Chase
- Lew Archer: Private Investigator (1977) – Tartalom: Find the Woman, The Bearded Lady, The Imaginary Blonde, The Guilty Ones, The Beat-Up Sister, Guilt-Edged Blonde, Wild Goose Chase, Midnight Blue, The Sleeping Dog
- Strangers in Town (2001)
- The Archer Files, The Complete Short Stories of Lew Archer Private Investigator (2007)

### Egyéb kötetek
- On Crime Writing. Santa Barbara, Capra Press, 1973 (Yes! Capra chapbook series; 11)
- Self-Portrait, Ceaselessly Into the Past. Santa Barbara, Capra Press, 1981 (Összegyűjtött kötetekhez írt előszók, magazinok számára írt cikkek és interjúk.)

## Filmek
- Célpontban ("The Moving Target", 1966) – Rendezte: Jack Smight. Főszereplők: Paul Newman, Lauren Bacall, Julie Harris
- The Underground Man (tévéfilm) ("The Underground Man", 1974)
- Archer (tévésorozat, 1975)
- Felkavart víz ("The Drowning Pool", 1975) – Rendezte: Stuart Rosenberg. Főszereplők: Paul Newman, Joanne Woodward, Anthony Franciosa
- Double Negative ("The Three Roads", 1980)
- Blue City (1986)
- Bűnös viselkedés (tévéfilm, "The Ferguson Affair", 1992)
- Le loup de la côte Ouest ("Guilt-Edged Blonde", 2002)

## Életrajzok
- Matthew J. Bruccoli: Ross Macdonald. San Diego: Harcourt Brace Jovanovich, 1984. ISBN 0-15-179009-4, ISBN 0-15-679082-3 (angolul)
- Tom Nolan: Ross Macdonald, A Biography. New York: Scribner, 1999. ISBN 0-684-81217-7 (angolul)

## Fordítás
- Ez a szócikk részben vagy egészben  a   Ross Macdonald című angol Wikipédia-szócikk ezen változatának fordításán alapul.  Az eredeti cikk szerkesztőit annak laptörténete sorolja fel. Ez a jelzés csupán a megfogalmazás eredetét és a szerzői jogokat jelzi, nem szolgál a cikkben szereplő információk forrásmegjelöléseként.